# Nacionalni park Odzala-Kokoua
Nacionalni park Odzala-Kokoua (ili Nacionalni park Odzala) je nacionalni park u Republici Kongo. 
Odzala-Kokoua jedan je od najstarijih afričkih nacionalnih parkova, prvi put zaštićen još 1935. godine. Odzala-Kokoua je dom za približno 100 vrsta sisavaca i jedne od najrazličitijih populacija primata na kontinentu. Šumski masiv Odzala-Kokoua je i jedno od najvažnijih uporišta za šumske slonove u središnjoj Africi. Zbog toga je upisan na UNESCO-ov popis mjesta svjetske baštine u Africi 2023. godine.

## Opis
Park se prostire naje otprilike 13.500 kvadratna kilometra, s očuvanom prašumu i promjenjiv teren, od 350 metara visokih brda do guste džungle i brojnih proplanaka. Odzala-Kokoua sadrži ekosustave suhe šume, savane i prašume.
Odzala-Kokoua jedan je prvi put zaštićen 1935., a službeno proglašen predsjedničkim dekretom Denisa Sassou Nguessoa 2001. Park je 1977. proglašen rezervatom biosfere, a njime se upravlja od 1992. uz financijsku pomoć Očuvanja i racionalnog korištenja šumskih ekosustava u središnjoj Africi (ECOFAC), programa pod pokroviteljstvom Europske unije koji uspostavlja okvir za očuvanje prašuma u regiji. 
Neprofitna organizacija za zaštitu prirode African Parks počela je upravljati parkom u suradnji s Ministarstvom šumarstva, održivog razvoja i okoliša Republike Kongo 2010. godine.

## Biljke i životinje
Šumski masiv Odzala-Kokoua je primjer, u iznimno velikim razmjerima, procesa postglacijalne šumske rekolonizacije savanskih ekosustava. Stoga je ekološki značajno kao točka konvergencije više tipova ekosustava (kongoanska šuma, donjogvinejska šuma i savana).
Park nastaljuje oko 4500 vrsta biljaka i drveća, a veliku većinu šuma parka čine svrdarkovke s otvorenim krošnjama.

### Sisavci
Park ima otprilike 100 vrsta sisavaca, i jednu od najrazličitijih populacija primata na kontinentu. Odzala-Kokoua je nekoć bila dom za gotovo 20.000 gorila. Međutim,  Godine 2005. ebola je ubila približno 5000 gorila unutar 2700 kilometara kvadratnih na području parka, prema Službi za ribu i divlje životinje Sjedinjenih Država. Broj gorila u Odzala-Kokoua od tada se povećao, nakon napora organizacija za zaštitu prirode i barem jedne turističke tvrtke da očuvaju i obnove park.
Ostale vrste primata uključuju zapadnu nizinsku gorilu i centralnoafričku čimpanzu, kao i osam majmuna: angolski talapoin, crni krestasti mangabey, krestasti mona majmun, De Brazzin majmun, veliki pjegavi majmun, plaštasti guereza, brkati guenon i mangabey rijeke Tana.
U Parku je prisutno i trinaest velikih sisavaca, od kojih su najčešći bongo, bivol, afrički slon, šumska svinja, golema šumska svinja, i sitatunga. Ostale zabilježene vrste sisavaca uključuju afričku cibetku, afričkog šumskog slona, crno-bijelog kolobusa i običnu čimpanzu.
Osim navedenih u Parku obitavaju i afrička zlatna mačka, leopard i serval te nekoliko vrsta antilopa. Lavovi i pjegave hijene  zabilježeni su u manjem broju od ostalih vrsta.

### Ptice
U parku je zabilježeno oko 440 vrsta ptica.

### Gmazovi, vodozemci, ribe i insekti
U Odzala-Kokoua žive krokodili, gušteri i žabe kao i  mravi, pčele, leptiri i termiti.
- Šumski slonovi u parku Odzala-Kokoua
- Gorile u parku
- Afrički bivoli u parku
- Električna riba Petrocephalus arnegardi iz parka
- Škorpion Opisthacanthus africanus

## Vanjske poveznice
|  | Zajednički poslužitelj ima još gradiva o temi Nacionalni park Odzala-Kokoua |

- Odzala-Kokoua. African Parks
- Odzala Buffer Zone. Wildlife Conservation Society. Inačica izvorne stranice arhivirana 18. ožujka 2018. Pristupljeno 23. rujna 2023.
- Parker, Andrew. 2. kolovoza 2008. Visit to Odzala National Park – A Time for Reflection. Welgevonden Game Reserve. Inačica izvorne stranice arhivirana 18. ožujka 2018. Pristupljeno 23. rujna 2023.
- IFAW trains Congolese wildlife authorities in war against elephant poaching in Odzala-Kokoua National Park. International Fund for Animal Welfare. 17. ožujka 2011. Inačica izvorne stranice arhivirana 18. ožujka 2018. Pristupljeno 23. rujna 2023.
- Healthy Elephant Numbers But Gorilla Decline Recorded at Odzala-Kokoua National Park in Congo. African Conservation Foundation. 12. listopada 2013. Inačica izvorne stranice arhivirana 16. lipnja 2016. Pristupljeno 23. rujna 2023.
- Wildlife Protection: The Odzala National Park-Kokoua Conducts Laying Collars on Elephants (Republic of the Congo). Save the Elephants. 25. studenoga 2015.